# 屏边秋海棠
屏边秋海棠（学名：Begonia tsaii）为秋海棠科秋海棠属的植物，为中国的特有植物。分布在中国大陆的云南等地，生长于海拔1,500米的地区，多生在林下河谷，目前已由人工引种栽培。